# Asterope mafiae
Asterope mafiae är en fjärilsart som beskrevs av Otto Staudinger 1897. Asterope mafiae ingår i släktet Asterope och familjen praktfjärilar. Inga underarter finns listade i Catalogue of Life.